# Francis Vermeiren
Pour les articles homonymes, voir Vermeiren.
Francis Vermeiren, né le 11 octobre 1936 à Zaventem, est un homme politique belge flamand, membre du Open VLD.
Il dirigea un bureau fiscal et fut inspecteur des assurances.

## Fonctions politiques
- 1977-2016 Conseiller communal à Zaventem
- 1977-1982 Échevin à Zaventem
- 1983-2016 Bourgmestre de Zaventem
- 1977-1981 Conseiller provincial du Brabant
- 1981-1985 Sénateur belge
- 1985-1991 Député fédéral
- 1991-1995 Sénateur belge
- 1981-1995 Membre du Conseil flamand
- 1995-2009 Membre du Parlement flamand

## Distinctions
- Lauréat du Travail
- Commandeur de l'Ordre de Léopold